# 大戴礼記
『大戴礼記』（だたいらいき）は、漢代の儒者戴徳が、古代の礼文献を取捨して整理した、儒教関連の論文集である。戴徳の甥である戴聖も『礼記』（小戴礼記）を著しており、区別し『大戴礼記』と呼ぶ。
単に『大戴礼』（だたいらい）と呼ぶ場合もある。なお「大戴」は「ダタイ」と呼ばれることが多い。本書の内容は、礼に対する論述（記）であるが、体系的なものではなく、雑多な論文の集まりである。全13巻85篇であったが、現在ではその過半が失われ、40篇のみ現存している。

## 三従七去
大戴礼記の本命篇に記載された「三従七去」は、儒教圏の夫婦関係における妻の教え(礼の定め)とされた。「三従」とは「女性は幼いうちは父に、嫁したら夫に、老いれば子に従え」という意味である。そして、儒教における妻たる資格を欠く7項目とされた「七去」は、夫の親に従わない女、子を産まない女(子無し)、嫉妬する女、ふしだらな女(淫乱)、悪い病気をもつ女、多言な女、物を盗む女(窃盗)を意味した。これらのどれかを満たす女は、夫の家から離縁を言い渡されても仕方がないとした。このような儒教思想は父系家族制度と共に中国社会に深く根付いてきた。

## 全40篇の内容
| 巻 | 篇 | 篇名           | 内容要旨 |
| -- | -- | -------------- | --- |
| 1  | 39 | 主言           | 孔子と曾子との問答で、君主の徳について論じたもの。                                                               |
|    | 40 | 哀公問五義     | 魯の哀公と孔子との問答で、人材登用について論じたもの。                                                           |
|    | 41 | 哀公問於孔子   | 魯の哀公と孔子との問答で、人君の修身について論じたもの。                                                         |
|    | 42 | 礼三本         | 天地・祖先・君師について論じたもの。                                                                             |
| 2  | 46 | 礼察           | 人君が審察しなければならないことについて論じたもの。                                                             |
|    | 47 | 夏小正         | 夏代の暦書であるとされている。                                                                                   |
| 3  | 48 | 保傅           | 天子の補佐について論じたもの。                                                                                   |
| 4  | 49 | 曾子立事       | 49篇から58篇までは曾子と弟子たちの記録。『曾子』18篇が本であるとされている。本篇は立身・修身について論じたもの。 |
|    | 50 | 曾子本孝       | 同上。孝について論じたもの。                                                                                     |
|    | 51 | 曾子立孝       | 同上。 |
|    | 52 | 曾子大孝       | 同上。 |
|    | 53 | 曾子事父母     | 同上。父母に仕えることについて論じたもの。                                                                       |
| 5  | 54 | 曾子制言（上） | 法言のような意味で、のっとるべき事について論じたもの。                                                           |
|    | 55 | 曾子制言（中） | 同上 |
|    | 56 | 曾子制言（下） | 同上 |
|    | 57 | 曾子疾病       | 同上。曾子が疾病中に君子のことについて論じたもの。                                                               |
|    | 58 | 曾子天円       | 天地万物の理について論じたもの。                                                                                 |
| 6  | 59 | 武王践阼       | 周の武王が践祚の後に太公望と論じたもので、自戒の言葉を綴ったもの。                                               |
|    | 60 | 衛将軍文子     | 孔子の弟子に対する論評。                                                                                         |
| 7  | 62 | 五帝徳         | |
|    | 63 | 禘繋           | |
|    | 64 | 勧学           | |
| 8  | 65 | 子張問入官     | |
|    | 66 | 盛徳           | |
|    | 67 | 明堂           | |
| 9  | 68 | 千乗           | |
|    | 69 | 四代           | |
|    | 70 | 虞戴徳         | |
|    | 71 | 誥志           | |
| 10 | 72 | 文王官人       | |
|    | 73 | 諸侯遷廟       | |
|    | 73 | 諸侯釁廟       | |
| 11 | 74 | 小弁           | |
|    | 75 | 用兵           | |
|    | 76 | 少間           | |
| 12 | 77 | 朝事           | |
|    | 78 | 投壺           | |
| 13 | 79 | 公符           | |
|    | 80 | 本命           | |
|    | 81 | 易本命         | 動物は5種類に分けられる。有羽之蟲・有毛之蟲・有甲之蟲・有鱗之蟲・裸之蟲（孔子の言を子夏が記した）                |

## 日本語訳
- 栗原圭介『大戴礼記』明治書院〈新釈漢文大系〉、1991年。詳細な語釈と解説を付す。

『孝経』の日本語訳に『曾子』十篇を併録するものもある（孝経#日本語訳）。